# Sergio Beltrán
Sergio Beltrán Martínez, apodado Che, es un pelotari mexicano. Logró la medalla de oro en el Campeonato del Mundo de Pelota Vasca de 1998, 2002 y 2006 en la especialidad de mano parejas trinquete junto a Pedro Santamaría Saldaña. Actualmente es entrenador de mano de 3 paredes en la Federación Mexicana de Frontón. 